# Общество инженеров-нефтяников
Общество инженеров-нефтяников (англ. Society of Petroleum Engineers, SPE) — международная некоммерческая профессиональная организация специалистов нефтяной и газовой промышленности. Основной целью организации является накопление и распространение знаний в области разведки, разработки и добычи нефти и газа, и связанных с ними технологий в интересах общества.
Членами SPE является 127 тыс. человек (в том числе более 59 тыс. студентов) из 145 стран. Офисы организации расположены в Далласе, Хьюстоне, Дубае, Калгари и Куала-Лумпуре. В октябре 2022 года SPE приняло решение закрыть офис в Москве, и в январе 2024 года - в Лондоне.
SPE управляет такими интернет-ресурсами как, электронная библиотека OnePetro, насчитывающая более 240000 технических статей, несколькими рецензируемыми журналами, энциклопедия на движке вики PetroWiki, журналом о нефтяной сфере JPT, а также занимается организацией более 100 различных конеференций и семинаров ежегодно.

## История
История SPE начинается с Американского Института Горных Инженеров (AIME), который был основан в 1871 году в Пенсильвании, США. В 1913 году в AIME был создан постоянный комитет по нефти и газу, и вскоре превратился в нефтегазовый отдел AIME. Со временем, количество членов AIME росло и интересы стали более чётко разграничиваться на горную промышленность, металлургию и нефтегазовую отрасль.
В 1957 году нефтегазовое отделение AIME становится полноценным профессиональным обществом — Обществом инженеров нефтегазовой промышленности AIME. 6 октября 1957 года было проведено первое заседание совета директоров в Далласе, Техас с президентом Джоном Х. Хаммондом в качестве председателя. В 1957 году SPE насчитывало 12500 человек.
SPE окончательно отделилось от AIME в 1985 году.
В 2021 году SPE и AAPG анонсировали возможное объединение, но в 2022 году переговоры между двумя организациями провалились.

## Членство
На 2023 год, в обществе инженеров-нефтяников состоит 127,000 человек.
Членство в SPE бывает двух типов:
- Профессиональное членство: на 2023 год — 67,937 участников. Предназначено для работников нефтяной и смежных сфер. Ежегодный взнос варьируется от 20$ до 130$ в зависимости от страны проживания.
- Студенческое членство: на 2023 год — 59,063 участников. Предназначено для студентов университетов обучающихся на специальностях связанных с нефтяной или смежной сферой. Ежегодный взнос составляет 15$ или бесплатно за счет спонсирования членства компанией Chevron[13].

Участники SPE получают скидки на участие в конференциях, подписку на журнал JPT и доступ к образовательным ресурсам организации.
В одной из научных работ было замечано, что количество членов в SPE и AAPG взаимосвязано с ценами на нефть: чем ниже была цена на нефть, тем меньше членов было в SPE и AAPG.

## Структура организации

### Регионы
SPE делится на 15 регионов в зависимости от географических, культурных и геополитических, также основываются на данных о членстве в секциях. Эти регионы представляют 11 региональных директоров, которые являются членами Совета директоров SPE. Совет директоров является управляющим органом SPE и обладает окончательными полномочиями по всем вопросам SPE. Совету директоров подчиняются комитеты правления, которые контролируют административные и операционные обязанности организации. SPE делится на следующие регионы:
- Африка;
- Канада;
- США;
- Восточная Северная Америка;
- Побережье Мексиканского залива;

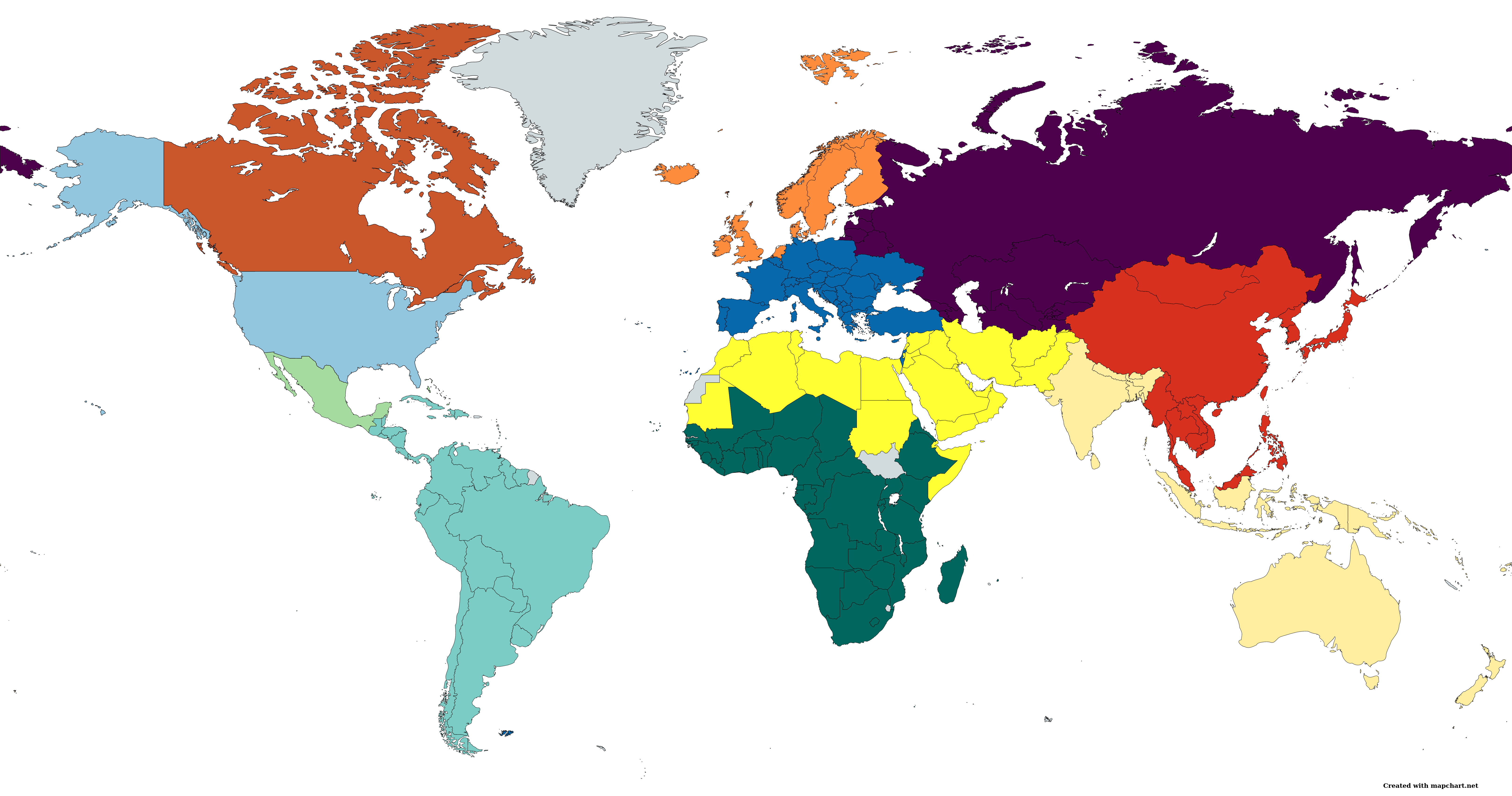
Россия и Каспийский регион
Ближний Восток и Северная Африка
Африка
Северная Азия и Тихий океан
Южная, Центральная и Восточная Европа
Северное море
Южная Азия и Тихий океан
Латинская Америка и Карибский бассейн
Побережье Мексиканского залива
США
Канада

- Латинская Америка и Карибский бассейн;
- Ближний Восток и Северная Африка;
- Северное море;
- Северная Азия и Тихий океан;
- Россия и Каспийский регион;
- Южная Азия и Тихий океан;
- Южная, Центральная и Восточная Европа.

### Секции
Все регионы разделены по секциям, которые расположены в различных городах и носят названия либо названия стран в которых расположены, либо названия городов в которых расположены, если в стране их несколько. Секции полуавтономны и имеют самоуправление в рамках правил глобального SPE: директора и должностные лица секции должны избираться ежегодно. На 2022 год существует всего 203 секции.

### Студенческие отделения
В каждой секции могут быть студенческие отделения, которые привязаны к местному университету. Студенческие отделения, также как и секции имеют собственное самоуправление: студенты-участники SPE избирают должностные лица ежегодно.

## Деятельность

### OnePetro
SPE управляет электронной библиотекой OnePetro, содержащая около 240,000 научных статей о разведке и добыче нефти и газа.. Впервые запущена в 2007 году. Публикацией научных статей на OnePetro занимаются SPE и издатели-партнеры, публикуя свои статьи в журналах, которые входят в базу OnePetro:
| Организации                                                          | Журнал | Примечание                       |
| -------------------------------------------------------------------- | --- | -------------------------------- |
| American Rock Mechanics Association (ARMA)                           | |                                  |
| American Society of Safety Professionals (ASSP)                      | Professional Safety (2007) |                                  |
| Association for Materials Protection and Performance (AMPP)          | |                                  |
| BHR Group (BHR)                                                      | |                                  |
| Carbon Management Technology Conference (CMTC)                       | |                                  |
| International Petroleum Technology Conference (IPTC)                 | |                                  |
| International Society of Offshore and Polar Engineers (ISOPE)        | International Journal of Offshore and Polar Engineering (1991) |                                  |
| International Society for Rock Mechanics and Rock Engineering (ISRM) | |                                  |
| Oil Industry Journal (OIJ)                                           | Oil Industry Journal (2016) |                                  |
| NACE International (NACE)                                            | Corrosion (1992—2006) |                                  |
| Offshore Mediterranean Conference (OMC)                              | |                                  |
| Offshore Technology Conference (OTC)                                 | |                                  |
| Petroleum Society of Canada (PETSOC)                                 | Journal of Canadian Petroleum Technology (1962—2015) | PETSOC c 2009 объединились с SPE |
| Pipeline Simulation Interest Group (PSIG)                            | |                                  |
| Society of Exploration Geophysicists (SEG)                           | |                                  |
| Society of Naval Architects and Marine Engineers (SNAME)             | Journal of Sailboat Technology (2010—2014), с 2016 переименован в Journal of Sailing Technology Journal of Ship Production (1985—2009), с 2010 переименован в Journal of Ship Production and Design Journal of Ship Research (1957) Marine Technology and SNAME News (1964—2010) |                                  |
| Society of Petroleum Evaluation Engineers (SPEE)                     | Journal of the Society of Petroleum Evaluation Engineers (1968—1970) |                                  |
| Society of Petrophysicists and Well-Log Analysts (SPWLA)             | The Log Analyst (1960—1999), с 2010 переименован в Petrophysics |                                  |
| Society of Underwater Technology (SUT)                               | |                                  |
| Unconventional Resources Technology Conference (URTEC)               | |                                  |
| World Petroleum Congress (WPC)                                       | |                                  |

### Рецензируемые журналы научных статей
На 2022 у SPE 4 рецензируемых журнала. Статьи публикуемые в этих журналах публикуются и в электронной библиотеке OnePetro:
- SPE Drilling & Completion — занимается публикацией научных статей о технологиях бурения, управления скважиной и заканчивании бурения. Публикуется с 1986 года, в 1993 был переименован из SPE Drilling Engineering в SPE Drilling & Completion. На 2022 год CiteScore — 3.2, импакт-фактор — 1.721[32][33];
- SPE Production & Operations — публикуются статьи об технологиях эксплуатации скважин, интенсификации добычи, управления проектом, экологического контроля. Публикуется с 1986 года, переименован в 1993 году из SPE Production Engineering в SPE Production & Facilities, а в 2006 году в SPE Production & Operations. На 2022 год CiteScore — 4.3, импакт-фактор — 1.400[34][35];
- SPE Reservoir Evaluation & Engineering — занимается публикацией статей связанных с природными резервуарами углеводородов. Публикуется с 1998 года, после объединения журналов SPE Formation Evaluation и SPE Reservoir Engineering[36]. На 2022 год CiteScore — 5.7, импакт-фактор — 2.672[37][38];
- SPE Journal — журнал, публикующий статьи о новых концепциях и теориях всех аспектов проектирования, разведки и добычи нефтегаза, а также об экономики месторождений и безопасности. Публикуется с 1996 года. На 2022 год CiteScore — 7.8, импакт-фактор — 3.602[39][40].

Ранее также существовали и другие рецензируемые журналы, под управлением SPE:
- Society of Petroleum Engineers Journal (1961—1985) — был разделен на SPE Drilling Engineering, SPE Formation Evaluation, SPE Production Engineering и SPE Reservoir Engineering[41];
- SPE Advanced Technology Series (1993—1997) — журнал был посвящен исследованиям в области высоких технологий. Статьи из журнала опубликованы также в SPE Journal[42];
- SPE Computer Applications (1989—1997) — журнал, выросший из информационного бюллетеня SPE MicroComputer Users Group, занимался публикациями о разработке компьютерных программ для анализа данных. Публикация статей прекратилась по той причине, что был создан онлайн-форум для обсуждения данных исследований[43];
- SPE Economics & Management (2009—2017) — журнал посвященный исследованиям об оценке запасов, управлении активами, оценки рисков, проектов и ключевых показателей, и экономики нефти[44];
- SPE Projects, Facilities & Construction (2006—2011)[45];
- Talent & Technology (2007—2008)[46];
- Transactions of the AIME (1885—1960) — статьи нефтегазового отдела AIME, который позже преварититлся в SPE[47].

### Книги
SPE также занимается выпуском книг о нефтегазовой, которые продаются на сайте магазина книг SPE. Для участников SPE книги обходятся дешевле за счет скидки. В частности, в магазине книг продается справочник Petroleum Engineering Handbook, который лег в основу PetroWiki.

### Журналы
SPE управляет публикацией 5 журналов:
- Journal of Petroleum Technology — главный журнал SPE, публикующий новостные статьи о технологических достижениях в области разведки и добычи нефти, проблемах нефтегазовой отрасли, а также новости об организации SPE и ее участниках. На сайте JPT также публикуются журналы Oil and Gas Facilities, Data Science and Digital Engineering и HSE Now. Журнал JPT существует с 1949 года[50][9];
- Oil and Gas Facilities — журнал, посвященный инженерным дисциплинам, связанным с проектами, строительством, добычей и эксплуатацией скважин, который также информирует инженеров о тенденциях и изменениях в нефтегазовых проектах, об изменениях в технических документах SPE и новых технологиях[51];
- Data Science and Digital Engineering — журнал об новшествах в управлении данными и применении их в нефтяной отрасли[52];
- HSE Now — журнал публикующий статьи о здоровье, безопасности работников и окружающей среды, устойчивого развития и аспектов регулирования нефтяной отрасли[53];
- The Way Ahead — журнал, публикацией которого занимаются молодые специалисты нефтегазовой отрасли для специалистов нефтегазовой отрасли. В журнале обычно публикуются статьи о карьере и бизнесе в нефтегазовой сфере. Начал издаваться в 2005 году и с 2016 превратился из печатного издания в новостной сайт[54].

### PetroWiki
В 2013 году была запущена интернет-энциклопедия на движке вики PetroWiki, основанная на справочнике Petroleum Engineering Handbook, права на публикацию которой принадлежат SPE. В отличие от многих интернет-эницклопедий, содержимое PetroWiki имеет несвободную лицензию и права на контент принадлежат SPE.

### Distinguished Lecturers
Distinguished Lecturers — программа SPE, реализуемая с 1961 года, суть которой заключается в том, что по всему миру среди профессионалов SPE выбираются «выдающиеся лекторы» путем их номинирования и последующего утверждения комитетом выдающихся лекторов SPE, которые в дальнейшем отправляются в различные профессиональные секции по всему миру, где проводят лекции.

### Energy4me
Energy4me — это образовательная программа, которая информирует общественность о современном состоянии энергетики и нефтегазовой отрасли. Цель программы — донести до общественности информацию о современных проблемах энергетики и нефтегазовой отрасли, энергосбережении и влиянии на экологию. Проводится в виде лекций для школьников и учителей, для ликвидации пробелов в знаниях об энергетике и смежных технических дисциплин.

### ATCE
ATCE (Annual Technical Conference and Exhibition) — конференция и выставка об энергетике, организуемая ежегодно SPE, и предназначенная для специалистов нефтегазовой и энергетических отраслей промышленности.
| Год  | Дата                    | Место                       |
| ---- | ----------------------- | --------------------------- |
| 2024 | 23-25 сентября          | Новый Орлеан, Луизиана, США |
| 2023 | 16-18 октября           | Сан-Антонио, Техас, США     |
| 2022 | 3-5 октября             | Хьюстон, Техас, США         |
| 2021 | 21-23 сентября          | Дубай, ОАЭ                  |
| 2020 | 26-29 октября           | Виртуально                  |
| 2019 | 30 сентября — 2 октября | Калгари, Канада             |

### SPE Energy Stream
Energy Stream — видеохостинг от SPЕ, на котором публикуются обучащие видео, видеозаписи с прошедших конференций и прямые эфиры о нефтегазовой отрасли и энергетике. На 2022 год, на видеохостинге размещено около 700 видеозаписей. Сервис также сопряжен с SPE Podcast и позволяет прослушивать подкасты прямо в сервисе.

### SPE Podcast
SPE Podcast — сервис подкастов, на котором размещены подкасты со специалистами нефтегазовой сферы по техническим вопросам, вопросам карьеры, вопросам развития, вклада нефтегазовой отрасли в развитие сообщества и сообщения президентов SPE. На 2022 год запись подкастов приостановлена — последний подкаст был записан 20 октября 2022 года.

### SPE Connect
SPE Connect — это форум SPE, на котором участники ведут обсуждения касательно организации проектов студенческих отделений и секций, обмениваться техническим опытом и знаниями. Форум подразделяется на технические сообщества:
- Заканчивание скважины
- Наука о данных и инженерная аналитика
- Бурение
- Здоровье, безопасность, окружающая среда и устойчивость
- Управление
- Добыча
- Проекты, объекты и строительство
- Нефтяные резервуары

нетехнические сообщества:
- Бизнес и лидерство
- Сообщество обучения энергетике
- Сеть университетов и факультетов
- Волонтерское сообщество

и технические секции:
- Искусственная добыча и осушение газовых скважин
- Улавливание, утилизация и хранение CO2 (CCUS)
- Наука о данных и инженерная аналитика
- Автоматизация буровых систем
- Прогноз неопределенности бурения
- Стабилизация потока
- Управление потоком
- Геомеханика
- Геотермальная энергия
- Человеческий фактор
- Гидроразрыв пласта
- Водородная энергетика
- Управление
- Управление выбросами метана
- Исследование и разработка
- Технологии разделения
- Устойчивое развитие
- Беспилотные системы
- Производственный цикл воды
- Позиционирование скважины
- Целостность скважины

### SPE Competency Management Tool
SPE Competency Management Tool (CMT) — представляет из себя онлайн-приложение, которое позволяет оценить профессиональные навыки в нефтегазовой сфере. Основные темы: геофизика, бурение, инженерное дело, проекты, безопасность и экология.

### Petroleum Engineering Certification
Программа сертификации инженеров-нефтяников. Тестирование проходит онлайн в центрах Kryterion Global Testing Solutions, которые сотрудничают с SPE. На 2022 год, стоимость сдачи тестирования составляет 250$.

## Деятельность в отдельных регионах

### Россия и Каспийский регион
SPE организует «Ежегодную Каспийскую Техническую Конференцию SPE», целью которой является обсуждение проблем, тенденций и технологий нефтегазовой отрасли. На конференции участвуют профессионалы нефтегазовой сферы, представители государственной власти и нефтегазовых компаний.
| Год  | Дата            | Место              | Спонсоры |
| ---- | --------------- | ------------------ | --- |
| 2023 | 21 — 23 ноября  | Баку, Азербайджан  | SOCAR, BP, Slb, Equinor, TotalEnergies, eiGroup, ТШО, ANGC, DeGolyer and MacNaughton.                              |
| 2022 | 15 — 17 ноября  | Астана, Казахстан  | КазМунайГаз, ТШО, NCOC, Chevron, ExxonMobil, Weatherford, Eni, Slb, Shell, TotalEnergies, DEMAC, Halliburton, KPO. |
| 2021 | 5 — 7 октября   | Онлайн             | SOCAR, BP, Slb, Worley, TotalEnergies, ТШО, Equinor, Halliburton, Baker Hughes, DEMAC, Intera, SEG.                |
| 2020 | 21 — 22 октября | Онлайн             | Казахстанское общество нефтяников — геологов (КОНГ), KazService, KAZENERGY, КазМунайГаз                            |
| 2019 | 16-18 октября   | Баку, Азербайджан  | SOCAR,SOCAR AQS, BP, TOTAL, Worley, Slb, TCO, Halliburton, Baker Hughes, Equinor, GE Company.                      |
| 2017 | 1-3 ноября      | Баку, Азербайджан. | SOCAR, BP, Chevron, ExxonMobil,Total, TCO.                                                                         |

## Вклад в отрасль
SPE совместно с World Petroleum Council (WPC) занимаются классификацией запасов нефти, а также введением новой терминологией и её стандартизации в нефтяной отрасли.
SPE занимается исследованием заработной платы работников нефтяной сферы: на 2020 год, средняя зарплата инженера-нефтяника составляет 146,861$, наибольшая зарпалата у негосударственных нефтяных компаний.